# Peggy Stern (Produzentin)
Peggy Stern (* 19. Februar 1957 in New York City) ist eine US-amerikanische Filmproduzentin und Filmregisseurin.

## Leben
Stern studierte von 1976 bis 1980 an der Harvard University und entwickelte – nicht zuletzt, da sie Legasthenikerin ist – ein großes Interesse an der Entwicklung und Bildung von Kindern. Sterns Fokus lag dabei auf Film und Neuen Medien als Mittel der Wissensvermittlung. 
Im Jahr 1986 erschien ihr Dokumentarfilm Stephanie. Der Film handelt von Teenager Stephanie, einem Mädchen, das damals in Sterns Nachbarschaft lebte und große schulische Probleme hatte, und entstand über einen Zeitraum von sechs Jahren. Zuletzt folgt Stern ihr auf ihrem Weg durch ihr Abschlussjahr an der High School. Der Film wurde unter anderem auf dem London Film Festival gezeigt. 
Im Jahr 1992 arbeitete Stern erstmals mit John Canemaker zusammen: Beide realisierten das Filmprojekt The Galaxy Classroom Project zusammen, das sich einem interaktiven Lernprogramm für Schulen widmete. Im Jahr 2000 gründete Sterm die Filmproduktionsfirma Gladeye Films, mit der sie 2006 Canemakers biografischen Kurzanimationsfilm The Moon and the Son: An Imagined Conversation finanzierte. Canemaker und Stern wurden für den Film 2006 mit einem Oscar in der Kategorie Bester animierter Kurzfilm ausgezeichnet.
Stern gründete 2013 die Online-Plattform Dyslexiaville, die über Legasthenie informieren soll und Betroffenen Hilfe zukommen lässt. Sie ist zudem US-weit auf Konferenzen präsent, um über Legasthenie und Strategien zur Verbesserung der Lese- und Rechtschreibfähigkeit zu referieren.
Stern ist verheiratet und hat zwei Kinder.

## Filmografie (Auswahl)
- 1983: Silver Valley
- 1986: Stubborn Hope: A South African Fighter
- 1986: Stephanie
- 1990: Debut
- 1992: Jim Dine: Childhood Stories
- 1993: Bali: Beyond The Post Card
- 2003: Standing Tall
- 2005: The Moon and the Son: An Imagined Conversation
- 2009: Chuck Jones: Memories of Childhood
- 2010: Artful Reading

## Auszeichnungen
- 1984: Cinéma du Réel für Silver Valley
- 2006: Oscar, Bester animierter Kurzfilm, für The Moon and the Son: An Imagined Conversation